# 대불선
대불선(大佛線)은 전라남도 무안군에 있는 일로역과 영암군에 있는 대불역을 잇는 한국철도공사의 철도 노선으로, 총연장 12 km의 산업철도이다. 2004년 3월 12일에 개통되었으며, 여객 취급은 하지 않는다.
건설 당시에 전철화 및 시험선 활용을 고려하였고, 개통 이후 완전히 전철화되었다. 2010년 9월 28일 열차 운행 중지 이후, 이 노선에서 간선 전기 동차와 신분당선 D000호대 전동차, AUTS, 한국철도공사 319000호대 전동차 등의 열차 시운전과, 무선통신 기반 열차제어시스템 연구개발사업을 진행하였다.

## 역사
대불선은 대불국가산업단지의 개발 계획에 따라 2004년에 1차 완공되었다.

### 연혁
- 2004년 3월 12일 : 대불선 일로 ~ 대불 구간 완공
- 2010년 9월 28일 : 대불선 화물 취급 중지에 따라 대불역 직원 철수
- 2019년 4월 17일 : 철도 노선번호 변경에 따라 30403으로 변경[2]

## 노선 정보
- 노선 거리 : 12.0 km
- 운영 기관 : 한국철도공사(전 구간)
- 궤간 : 1435mm(표준궤)
- 통행 방식 : -
- 역 수 : 2
- 복선 구간 : 없음
- 전철화 구간 : 전 구간
- 보안 장치 : ATS

## 역 목록
대불선의 역 목록은 다음과 같다.
| 역명 | 로마자 역명 | 한자 역명 | 역간거리 (km) | 영업거리 (km) | 접속 노선 | 소재지   | 소재지 | 비고   |
| ---- | ----------- | --------- | ------------- | ------------- | --------- | -------- | ------ | ------ |
| 일로 | Illo        | 一老      | 0.0           | 0.0           | 호남선    | 전라남도 | 무안군 |        |
| 대불 | Daebul      | 大佛      | 12.0          | 12.0          |           | 전라남도 | 영암군 | 무인역 |

## 노선 특성
이 노선의 건설 목적은 대불국가산업단지의 화물 수송 및 철도 차량 시험용 노선이었으나, 2010년 9월 28일부터 화물 취급이 중지되었다.

## 같이 보기
- 한국철도공사
- 호남선
- 대불역